# Кинематограф Бахрейна
Кинематограф Бахрейна является неразвитой отраслью, так как ему не хватает поддержки со стороны правительства и частного сектора. Множество короткометражных фильмов были сняты различными режиссёрами, но только 5 полнометражных фильмов выпущены за всю историю Бахрейна.
Ряд театров в Бахрейне демонстрирует индийское, американское и аравийское кино. Бахрейн также имеет киноклуб, основанный в 1980 году, и Бахрейнскую кинокомпанию, созданную в 2006 году для поддержки бахрейнской киноиндустрии.

## История
Первая попытка создать кинотеатр в Бахрейне была предпринята в 1922 году, по инициативе Бахрейнского бизнесмена Махмуда Лал Саати. Он привез проектор и создал импровизированный кинотеатр в частном доме на северном побережье Манамы. Первый официальный кинотеатр был создан Абдуллой Аль-Заидом и его коллегами в Манаме в 1937 году. В кинотеатре отсутствовали системы кондиционирования воздуха и отопления. В 1939 году основатель Саудовской Аравии король Абдул-Азиз ибн Абдуррахман Аль Сауд, посетил кинотеатр во время дипломатического визита вместе с королем Бахрейна Хамадом ибн Иса аль-Халифой.
В 1930—1940-х годах в Бахрейне были популярны египетские и американские чёрно-белые фильмы. Особенно вестерны и «Тарзан». Первоначально, введение кинотеатров вызвало критику со стороны пожилых граждан, которые утверждали, что они «разрушат традиционные ценности ислама».
В период панарабизма XX века в стране пользовались огромной популярностью египетские фильмы.

## Открытие кинотеатров
В начале 1940-х годов Бахрейн Петролеум Компани открыла кинотеатр в Авали для своих сотрудников. В 1958 году кинотеатр переехал в другое здание, а в 1991 был окончательно закрыт.
В 1950-х и 1960-х годах, восемь новых кинотеатров открылись в Бахрейне, в том числе Перл кино, Аль-Хамра кино, Аль-Наср кино и Авваля кино. Все были созданы в Манаме. Первый кинотеатр, открывшийся в Мухарраке был кинотеатр Аль-Джазира в 1955 году. Несмотря на свой возраст он используется и по сей день.
Первым современным кинотеатром стал, открытый в 1996 году, кинотеатр Делмон, однако его быстро закрыли. Тенденция открытия современных кинотеатров была продолжена Бахрейнской Кинокомпанией, которая открыла комплексы в Шиф Мале в 1998 году и в Сааре в 2000 году. В 2002 году в Манаме был открыт первый частный кинотеатр. Данный комплекс имеет 20 залов и является крупнейшим кинокомплексом на Ближнем Востоке. В июле 2015 года в Мухаракке был открыт первый кинозал в формате IMAX.